# Britwell Salome
Britwell Salome is een civil parish in het bestuurlijke gebied South Oxfordshire, in het Engelse graafschap Oxfordshire met 204 inwoners.